# Pedro Miguel Barreda Marcos
Pedro Miguel Barreda Marcos (Buenavista de Valdavia, 29 de junio de 1931-Palencia, 17 de febrero de 2016) fue un escritor, periodista e historiador español cuya obra recoge principalmente temas históricos palentinos de la Edad Moderna y Contemporánea. Además de ser autor de una docena de libros y unos cuarenta estudios; realizó diversas colaboraciones en revistas y televisiones locales (por ejemplo Horizontes), discursos, charlas radiofónicas, programas de fiestas de San Antolín, y en Publicaciones de la Institución Tello Téllez de Meneses (en la que ingresó como académico el 3 de marzo de 1994, llegando a ser vicepresidente de la misma). Fue especialmente famosa su sección dentro del Diario Palentino: El Retablillo (posteriormente conocida como Pajaritas de Papel). El 17 de mayo de 2010 publicó en Diario Palentino su último artículo, titulado Apoteósico recibimiento de la máquina del tren Palencia. Asimismo fue Presidente de la Federación Provincial de Atletismo (Palencia).

## Biografía
Era hijo de Ursicino Barreda Tejedor y Micaela Marcos Franco. Tuvo tres hermanos: Pascual, Florinda y Bernardino. Sus padres tuvieron una hija anterior, Josefa, pero Pedro Miguel nunca llegó a conocerla a causa de su temprana muerte. 
Contrajo matrimonio en Oviedo en 1958 con Lidia Sánchez Fernández, siendo padres de cuatro hijos Lidia, Ana, María José y Pedro Miguel. A su vez, tuvieron cinco nietos.
Inició su actividad informativa en 1950 en RADIO PALENCIA, pasando en 1957 a DIARIO-DÍA, en el que permaneció hasta su jubilación en 1996. Tuvo a su cargo “Suplemento agrícola” y popularizó, entre otras, las secciones generalistas “Al quite”, “Días y afanes” y, sobre todas, “Retablillo”. Fue delegado en Palencia de la Agrupación Española de Periodistas Deportivos y galardonado con la Medalla de la Federación Nacional de Ciclismo.
En 1994 ingresó en la Institución Tello Téllez de Meneses por haber incorporado a las tradicionales investigaciones la historiografía deportiva palentina. Ingresó con el trabajo “El Marquesado de La Valdavia”. Al cumplir medio siglo la fundación le fue encargado realizar una obra histórica de dicha institución .El libro correspondiente se titula “Crónicas para el cincuentenario". Además, fue elegido como vicepresidente de la misma en el año 2001.

## Reconocimiento póstumo
Al cumplirse dos años de su fallecimiento, el 17 de febrero de 2018, el Ayuntamiento de Palencia inauguró una calle dedicada a su memoria. La calle Pedro Miguel Barreda Marcos se encuentra ubicada entre las estaciones de tren y autobuses de la capital palentina.

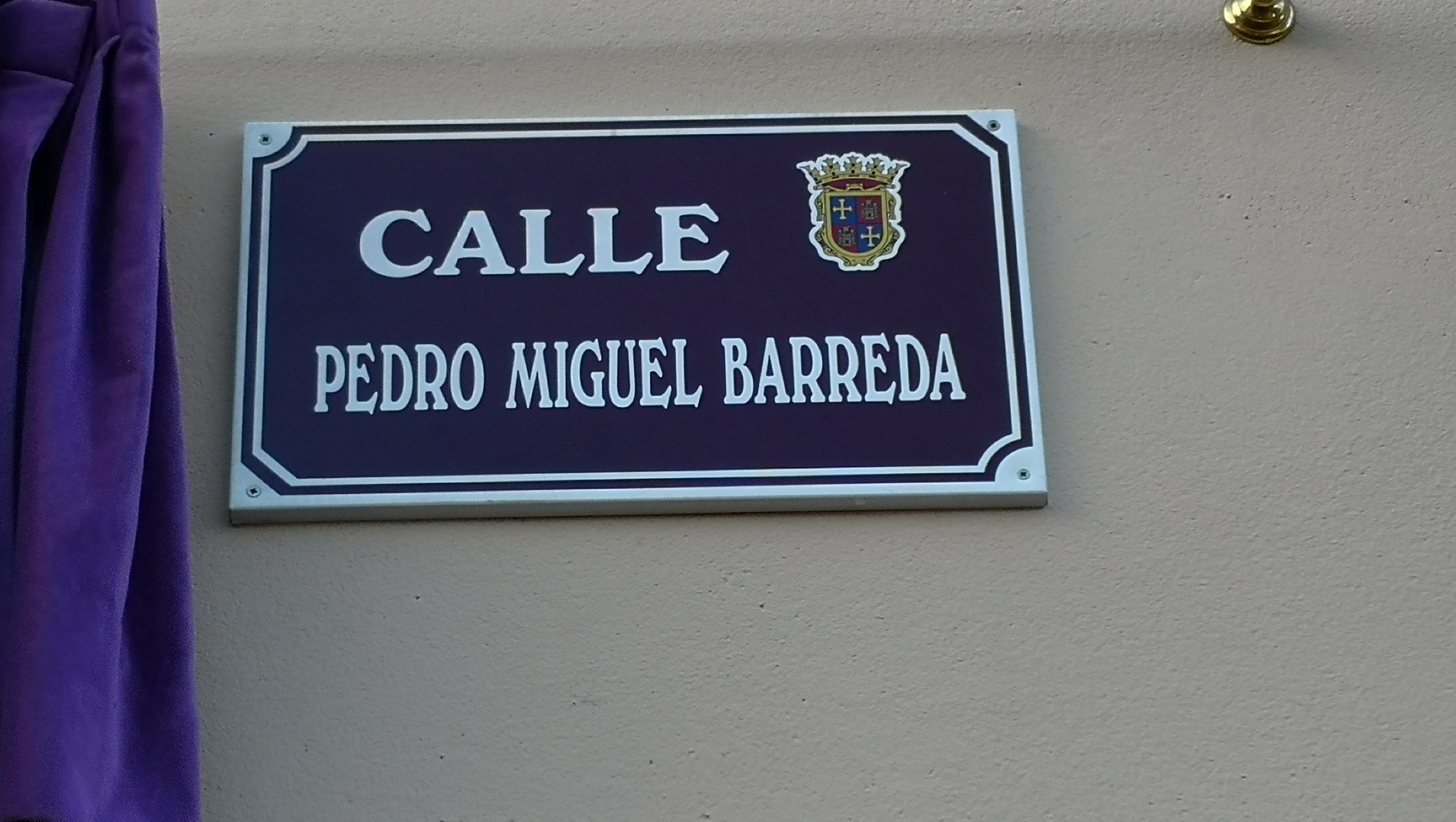
Letrero de la calle 'Pedro Miguel Barreda'

## Obra

### Libros

#### Década de los 80
- Barreda Marcos, Pedro Miguel (1985). Aúpa Palencia. ISBN 84-505-0882-7.

- Barreda Marcos, Pedro Miguel (1986). El ciclismo en Palencia. ISBN 84-505-4719-9.

- Barreda Marcos, Pedro Miguel (1986). Sexto disco "Canciones de la Vega" : maestro Andrés Moro Gallego.

- Barreda Marcos, Pedro Miguel (1987). Buenas tardes, Palencia: las calles, las gentes, la historia. ISBN 84-505-7076-X.

- Barreda Marcos, Pedro Miguel (1988). El Círculo Católico y sus Sindicatos de Obreros (coautor).

- Barreda Marcos, Pedro Miguel (1989). Contando nuestro atletismo. Del velódromo a Mariano Haro.

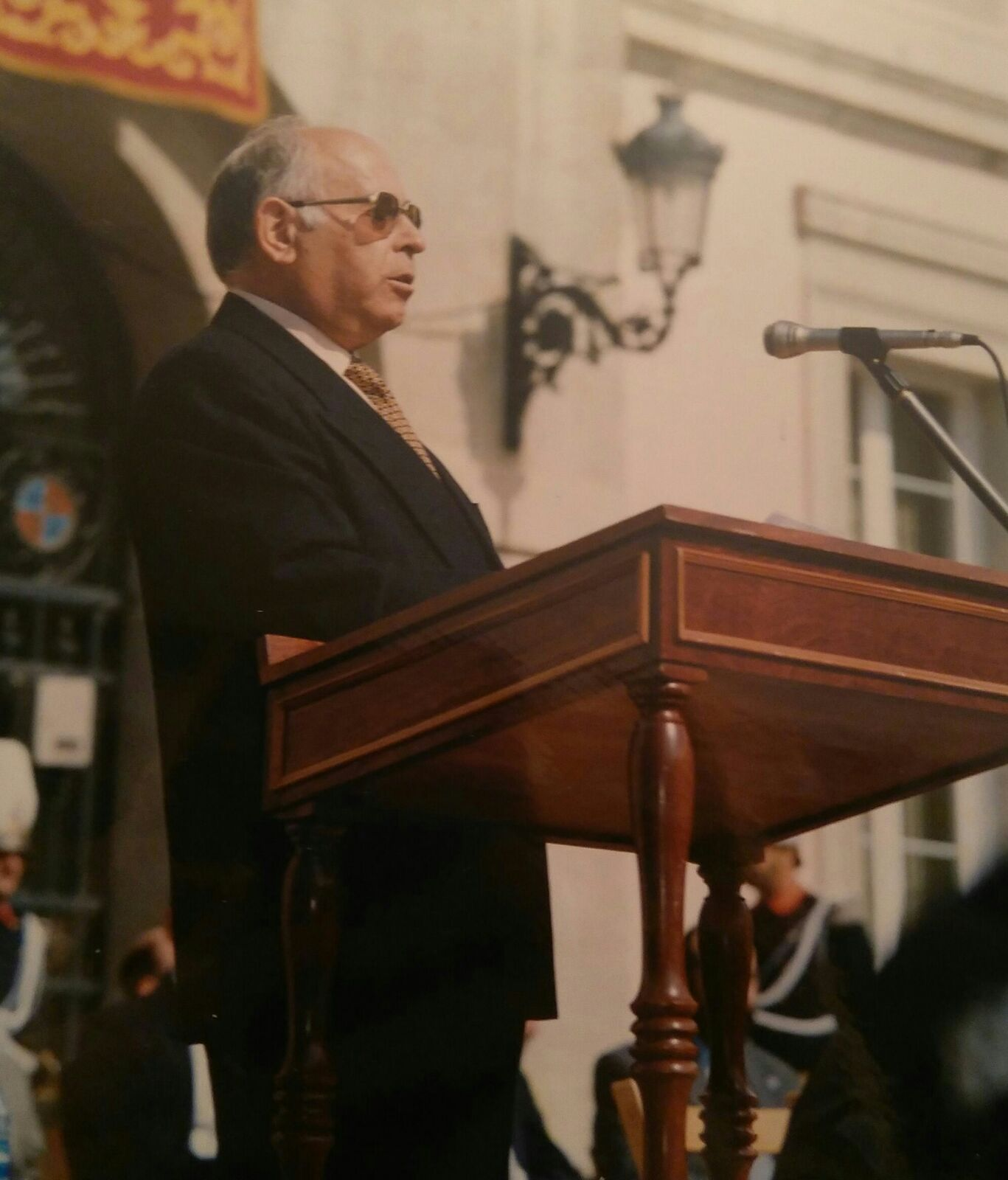
Discurso realizado en el acto conmemorativo del centenario del cuerpo de bomberos de Palencia

#### Década de los 90
- Barreda Marcos, Pedro Miguel (1991). Don Abilio Calderón Rojo: Palencia paso a paso. ISBN 84-87739-18-0.

- Barreda Marcos, Pedro Miguel (1993). Voces de aquí. ISBN 84-87739-35-0.

- Barreda Marcos, Pedro Miguel (1995). Evocación de la Calle Mayor: de esquina a esquina. Depósito Legal P-302-95.

- Barreda Marcos, Pedro Miguel (1998). Cosas que pasaron: charlas radiofónicas con May Chaparro. ISBN 84-95018-06-3.

- Barreda Marcos, Pedro Miguel (1998). Comercios de toda la vida. ISBN 84-95018-08-X.

#### Años 2000
- Barreda Marcos, Pedro Miguel (2000). Crónicas para el cincuentenario: institución Tello Téllez de Meneses: 1946 – 1999. ISBN 84-8173-072-6.

Fue su período más fructífero en cuanto a publicaciones históricas, no obstante, únicamente publicó una obra de manera separada. El resto fueron artículos contenidos en otras publicaciones, discursos o necrológicas.

### Artículos en revistas
- Barreda Marcos, Pedro Miguel (2007). «La vida sorprendente del Vizconde de Villandrando». Publicaciones de la Institución Tello Téllez de Meneses (78): 141-163. ISSN 0210-7317.

- Barreda Marcos, Pedro Miguel (2003). «La conducción de aguas a Palencia en el siglo XVIII: enfrentamiento del Concejo y el Cabildo». Publicaciones de la Institución Tello Téllez de Meneses (74): 5-47. ISSN 0210-7317.

- Barreda Marcos, Pedro Miguel (2003). «El Asilo Escuela de San Joaquín y Santa Eduvigis, fundación de la vizcondesa de Villandrando». Publicaciones de la Institución Tello Téllez de Meneses (74): 169-219. ISSN 0210-7317.

- Barreda Marcos, Pedro Miguel (2001). «Crónica de una pesadilla municipal: la construcción del Consistorio de Palencia». Publicaciones de la Institución Tello Téllez de Meneses (72): 127-163. ISSN 0210-7317.

- Barreda Marcos, Pedro Miguel (2000). «Un consecuente republicano: Cirilo Tejerina y su tiempo». Publicaciones de la Institución Tello Téllez de Meneses (71): 159-191. ISSN 0210-7317.

- Barreda Marcos, Pedro Miguel (1999). «Construcción problemática y derribo polémico: el arco del mercado». Publicaciones de la Institución Tello Téllez de Meneses (70): 443-459. ISSN 0210-7317.

- Barreda Marcos, Pedro Miguel (1996). «Periódicos y periodistas. José Alonso de Ojeda». Publicaciones de la Institución Tello Téllez de Meneses (67): 379-432. ISSN 0210-7317.

- Barreda Marcos, Pedro Miguel (1994). «El marquesado de la Valdavia». Publicaciones de la Institución Tello Téllez de Meneses (65): 71-140. ISSN 0210-7317.

## Reconocimientos
| Distinción                                                             | Año  |
| ---------------------------------------------------------------------- | ---- |
| Premio Nacional de Prensa del Ministerio de Agricultura                | 1962 |
| Premio Nacional de Prensa del Servicio de Concentración Parcelaria     | 1965 |
| Premio Nacional de Prensa Tierra de Campos                             | 1966 |
| Premio Provincial de Prensa del Instituto Nacional de Previsión        | 1967 |
| Premio Sarmiento de Periodismo de Castilla y León                      | 1991 |
| Galardón otorgado por la Gala Regional del Deporte (celebrada en León) | 2004 |
| Pregón literario de las fiestas de San Antolín                         | 2005 |